# Hexatoma hartmani
Hexatoma hartmani är en tvåvingeart som beskrevs av Hynes 1986. Hexatoma hartmani ingår i släktet Hexatoma och familjen småharkrankar. Inga underarter finns listade i Catalogue of Life.